# NGC 3006
NGC 3006 је лентикуларна галаксија у сазвежђу Велики медвед која се налази на NGC листи објеката дубоког неба.
Деклинација објекта је + 44° 1' 32" а ректасцензија 9h 49m 17,2s. Привидна величина (магнитуда) објекта NGC 3006 износи 14,9 а фотографска магнитуда 15,9. NGC 3006 је још познат и под ознакама MCG 7-20-55, CGCG 210-37, NPM1G +44.0144, KUG 0946+442, PGC 28235.